# 福岡県立伝習館高等学校
福岡県立伝習館高等学校（ふくおかけんりつ でんしゅうかんこうとうがっこう）は、福岡県柳川市本町にある県立高等学校。
略称は「伝習館」（でんしゅうかん）や「伝習」（でんしゅう）。ふくおかスーパーハイスクール（FSH）指定校。

## 概観
伝習館高校の起源は1824年（文政7年） 柳川藩第九代藩主立花鑑賢（あきかた）により創設された柳川藩藩校伝習館にあるが、その発祥は、1660年頃（寛文・元禄期）の鎮西の鴻儒であった安東省庵及びその子孫が藩儒となり、藩士子弟を指導していた家塾にある。
1824年（文政7年）の伝習館創設後、安東節庵が教授となり学規学則を定め、学校の組織内容を確立した。
1868年（慶応4年）には藩政の大改革に際し、一時学館を廃止したが、1869年（明治2年）に、さらに規模宏大な文武館を建設した。西洋学術を取り入れるなど時代に則した人材教育を行ったが、発足して3年余にして廃校となった。廃校後、英学校、師範学校を経て県立中学校となり、現在の伝習館高校となった。
「伝習館」の名は1824年（文政7年） 柳川藩第九代藩主立花鑑賢（あきかた）により設立された藩校の名に由来する。その由来は、論語学而篇の中の「曾子曰く、『吾、日に吾が身を三省す。人のために謀りて忠ならざるか、朋友と交わりて信ならざるか、習わざるを伝ふるかと。』」にある。
1871年（明治4年）の廃藩置県により藩校は廃止されたが、のちに学制の下で学校を設立する際、再び「伝習館」の呼称が用いられた。

## 歴史

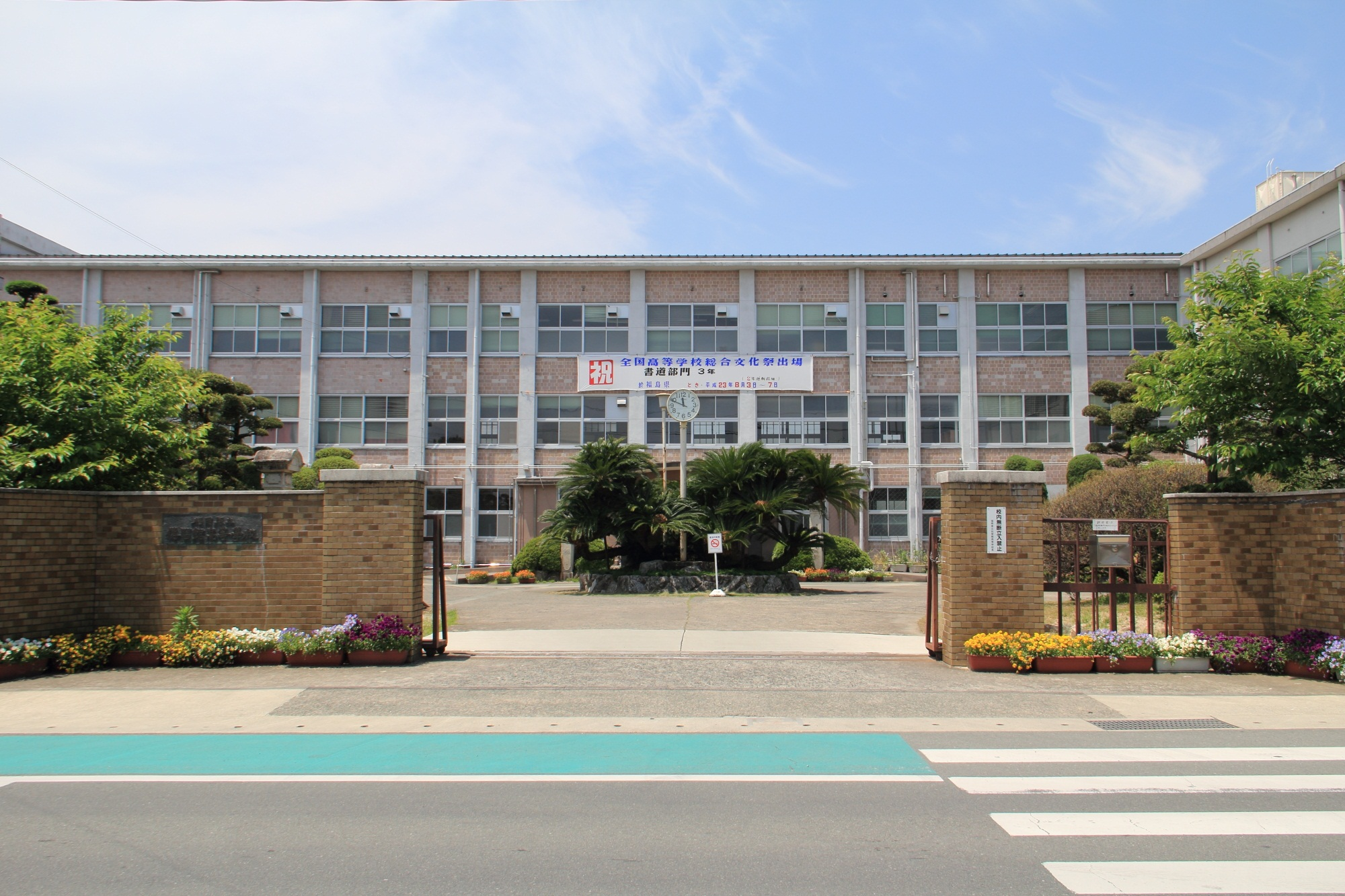
旧校舎

- 1824年（文政7年） - 藩校伝習館（旧字：傳習館）設立。
- 1879年（明治12年） - 福岡県立柳河中学校（旧字：福岡縣立柳河中學校）設立。
- 1886年（明治19年） - 福岡県立柳河中学校を廃止、山門郡町村連合により中学伝習館（旧字：中學傳習館）設立。
- 1887年（明治20年） - 中学伝習館を私立学校に改組し、尋常中学橘蔭学館（旧字：尋常中學橘蔭學館）と改称。
- 1892年（明治25年） - 尋常中学橘蔭学館を尋常中学伝習館（旧字：尋常中學傳習館）と改称。
- 1894年（明治27年） - 尋常中学伝習館の運営母体を福岡県に移管し、福岡県尋常中学伝習館（旧字：福岡縣尋常中學傳習館）と改称。
- 1900年（明治33年） - 福岡県立中学伝習館（旧字：福岡縣立中學傳習館）と改称。山門郡立の柳河高等女学校（旧字：柳河高等女學校）設立。
- 1908年（明治41年） - 柳河高等女学校の運営母体を福岡県に移管し、福岡県立柳河高等女学校（旧字：福岡縣立柳河高等女學校）と改称。
- 1925年（大正14年） - 福岡県立中学伝習館を福岡県中学伝習館（旧字：福岡縣中學傳習館）と改称。
- 1948年（昭和23年） - 学制改革により新制高等学校となり、福岡県中学伝習館を福岡県高等学校伝習館、福岡県立柳河高等女学校を福岡県立柳河女子高等学校に改組。両校に定時制課程を設置。
- 1949年（昭和24年）8月31日 - 福岡県高等学校伝習館と福岡県立柳河女子高等学校を統合し、男女共学の福岡県立伝習館高等学校を新設。
- 1964年（昭和39年） - 校舎を旧福岡県高等学校伝習館の校舎（現在地）に統一。
- 1970年（昭和45年） - 偏向教育を理由に懲戒免職となった教諭3人が訴訟を起こす[3]。最高裁まで争われたが元教諭側が敗訴[4]。
- 2006年（平成18年） - 福岡県のふくおかスーパーハイスクールに指定。
- 2018年（平成30年） - 自然科学部が第20回「日本水大賞」の文部科学大臣賞を受賞[5]。
- 2023年 (令和5年) - 創立200周年・県立移管140周年を迎える。

## 校章
三稜と呼ばれている。明治時代に校章に採用されて以来、伝習館の教育目標を象徴。三方にのびる稜線は、「知」「徳」「体」の均衡をめざしバランスよく成長することをあらわす。

## 校訓・校風
「明朗・誠実・剛健」を校訓とし、文武両道を目標にしている。
朝課外が7時40分から行われ、3年次には原則18時までの夕課外が行われている。
大半の生徒は国立大学への現役進学を目指す。毎年、難関国立大学へは数名、九州大学へは20名程度合格している。また、5名程度が公務員へ就職する。

## 校歌
伝習館高等学校校歌
- 作詞: 北原白秋（当校出身）
- 作曲: 山田耕作

```
一、星座よ輝け　我がこの柳河
    橘蔭後あり　開きて匂はむ
    伝習館　伝習館
    正大ここに集ひ
    剛健夙にきこゆ
    為すべし為すべし　我等友あり

二、平野よ栄あれ　我がこの南筑
    醇風学あり　緑の若葦       
    伝習館　伝習館             
    新人雲と興り                
    誠実土にひびく             
    起つべし起つべし　我等奮へり

三、洋々　明日あり　我がこの清流
    注ぐに海あり　水路は環れり  
    伝習館　伝習館               
    眼眸常に広く                  
    明朗空を慕う                  
    往くべし往くべし　我等競へり 

```

## 教育組織
全日制・普通科（定員200人）のみ。以前は普通科英語コースが存在したが、2001年度入試より募集停止。定時制課程は2015年度から生徒募集を停止、2018年3月を以て廃止された。

## 部活動
陸上部と水泳部に全国大会優勝の経験がある。

## 通学区域
福岡県第十学区（全日制）
- 久留米市のうち三潴中学校・城島中学校の校区
- 大木町
- 大川市
- 柳川市
- みやま市
- 大牟田市

定時制は福岡県内全域。

## 交通・通学手段
生徒の主な通学手段
- 鉄道: 西鉄天神大牟田線
- バス: 西鉄バス久留米、堀川バス
- 自転車を利用する生徒が多い。
- バイク通学2年次から開始(春休み中に免許取得)で、学校と自宅との距離が10キロ以上で可能。主に、みやま市山川町や久留米市城島町などの生徒が該当する。

最寄りの鉄道駅
- 西鉄天神大牟田線「西鉄柳川駅」より徒歩12分

最寄りのバス停
- 西鉄バス久留米
  - 「辻町伝習館高校前」バス停
  - 「伝習館裏」バス停
- 堀川バス「辻町」バス停

最寄りの道路
- 福岡県道702号柳川城島線
- 福岡県道766号橋本辻町線
- 福岡県道770号枝光今古賀線

## 著名な出身者
政官界
- 江崎孝 - 参議院議員、元自治労中央本部労働局長
- 大津敏男 - 終戦当時の樺太庁長官
- 白仁武 - 実業家、内務官僚、元栃木県知事、元日本郵船社長
- 古賀道雄 - 第25代・26代・27代大牟田市長
- 高石邦男 - 文部次官、リクルート事件で逮捕
- 成清信愛 - 馬上金山（大分県杵築市）鉱主、山門郡会議員、貴族院議員、衆議院議員、大分交通初代社長
- 樋口尚也 - 衆議院議員、文部科学大臣政務官（第3次安倍第2次改造内閣）
- 安武直夫 - 内務官僚、台湾総督府官僚、朝鮮総督府官僚、平安南道知事
- 山崎巌 - 自治大臣、内務次官

軍人
- 伊藤整一 - 海軍大将、軍令部次長、第2艦隊司令長官
- 黒田重徳 - 陸軍中将、南方軍総参謀長、第14方面軍司令官
- 横山静雄 - 陸軍中将

学界
- 大藪龍介 - 政治学者、元福岡教育大学教授
- 金子勇 - 社会学者、北海道大学名誉教授、神戸学院大学教授
- 田中壽一 - 物理学者、学校法人名城大学創設者
- 乗富一雄 - 地震学者、九州大学・秋田大学・東北大学教授等を歴任
- 廣松渉 - 哲学者、東京大学名誉教授（中退）
- 藤村作 - 国文学者、東京帝国大学名誉教授
- 望月清人 - 経済学者、松山大学名誉教授

財界
- 小野英二郎 - 日本興業銀行総裁、オノ・ヨーコの祖父
- 鳥取三津子 - 日本航空第14代代表取締役社長

文化人
- 井上佐由紀 - 写真家
- 北原白秋 - 詩人、歌人、童謡作家（卒業間際に中退）
- 内藤濯 -  フランス文学者、評論家、翻訳家、エッセイスト

スポーツ
- 笠間裕治 - 元男子バレーボール選手（全日本代表）
- 熊谷一弥 - 元男子テニス選手、アントワープオリンピック銀メダリスト（シングルス・ダブルス）
- 筑後山一政 - 立浪部屋に所属した大相撲力士、本名は石橋一政
- 二村忠美 - 元プロ野球選手、1983年パ・リーグ新人王
- 開田幸一 - 元競泳選手、ローマオリンピック競泳銅メダリスト
- 古賀学 - 元競泳選手、メルボルンオリンピック日本代表

マスコミ
- 甲斐田貴之 - フリーアナウンサー、元エフエム山陰アナウンサー
- 白井朗 - 革共同『前進』編集局長・政治局員、ペンネームは山村克
- 丸田輝久 - フリーアナウンサー、元熊本県民テレビアナウンサー
- 山田香菜子 - フリーアナウンサー、元山口朝日放送および元テレビ埼玉アナウンサー

芸術・芸能
- 石橋雅史 - 俳優
- 内山田洋 - 歌手、作曲者
- 下川江那 - 女優、声優